# Douglas County (Georgie)
Douglas County je okres ve státě Georgie ve Spojených státech amerických. K roku 2010 zde žilo 132 403 obyvatel. Správním městem okresu je Douglasville. Celková rozloha okresu činí 518 km². Vznikl v roce 1870.